# Duoエンターテイメント
株式会社Duoエンターテイメント（デュオエンターテイメント、英文名称:DUO Entertainment）は、日本の芸能プロダクション。

## 概要
主にAV女優のマネジメントを手掛けている。
Japan production guild（日本プロダクション協会）加盟プロダクション。

## 所属モデル
- 希島あいり
- 希美まゆ
- 悠月リアナ
- 黒江ユリ
- 水谷まこ
- 天瀬めるか
- 三枝りな
- 藤咲りく
- 汐華春希
- 中谷ののか
- 希崎ジェシカ
- 希志あいの

## 過去の所属モデル
- あいかわ優衣
- 愛斗ゆうき
- 麻倉ゆあ
- 杏今日花
- 沖田はづき
- 神坂ひなの
- 沢尻ももか
- 灘坂舞
- 夏咲まりみ
- 野間あんな
- 姫希らら
- 藤崎セシル
- 藤崎りお
- 星南きらり
- 穂積あおい
- 宮坂レイア
- 恵けい
- 百華リオン
- YURINA